# 火與劍
《火与剑》（波蘭語： Ogniem i mieczem ）是波蘭作家亨利·显克微支在1884年出版的一部歷史小說。
其次是《洪流》（Potop ，1886）和《渥洛杜耶夫斯基先生》（最初出版的波蘭標題PanWołodyjowski ，翻譯為Wolodyjowski上校 ）。 這部小說已經多次改編成電影， 最近一次是在1999年。
火與劍是一部歷史小說 ，背景设定在17世紀在赫梅利尼茨基起義期間的波蘭-立陶宛聯邦。最初是在波蘭的幾家報紙上連載的，章節每週分期出版。 
其后在波蘭獲得了極大的歡迎，並且到了20世紀之後，成為波兰最受歡迎的書籍之一。在學校中，已經成為必修課程之一，並且被翻譯成英語和大多數歐洲語言。
该小说是波蘭在分裂和被吞并期间表達波蘭愛國主義的途径。